# Promised Land (Queensrÿche)
Promised Land è il quinto album in studio del gruppo musicale statunitense Queensrÿche, pubblicato il 18 ottobre 1994 dalla EMI.

## Tracce
1. 9:28 a.m. (Rockenfield) – 1:43
2. I Am I (DeGarmo, Tate) – 3:56
3. Damaged (DeGarmo, Tate) – 3:55
4. Out of Mind (DeGarmo) – 4:34
5. Bridge (DeGarmo) – 3:27
6. Promised Land (DeGarmo, Jackson, Rockenfield, Tate, Wilton) – 8:25
7. Disconnected (Rockenfield, Tate) – 4:48
8. Lady Jane (DeGarmo) – 4:23
9. My Global Mind (DeGarmo, Rockenfield, Tate, Wilton) – 4:20
10. One More Time (DeGarmo, Tate) – 4:17
11. Someone Else? (DeGarmo, Tate) – 4:38

Tracce bonus nella riedizione del 2003
1. Real World [From Last Action Hero Soundtrack] - 4:23
2. Someone Else? [Full Band] - 7:13
3. Damaged [Live at The Astoria Theatre, London, UK on 20 October 1994] - 4:00
4. Real World [Live at The Astoria Theatre, London, UK on 20 October 1994] - 3:45

## Formazione
- Geoff Tate - voce
- Chris DeGarmo - chitarra, seconde voci
- Eddie Jackson - basso, seconde voci
- Michael Wilton - chitarra, seconde voci
- Scott Rockenfield - batteria, percussioni, tastiere

## Classifiche
| Classifica (1994) | Posizione massima |
| ----------------- | ----------------- |
| Austria           | 38                |
| Canada            | 28                |
| Germania          | 10                |
| Paesi Bassi       | 16                |
| Regno Unito       | 13                |
| Stati Uniti       | 3                 |
| Svezia            | 6                 |
| Svizzera          | 14                |